# Aquo-standaard
De Aquo-standaard is een semantische standaard binnen de Nederlandse watersector. Aquo is een informatiemodel, dat het mogelijk maakt om op een uniforme manier gegevens uit te wisselen tussen partijen die betrokken zijn bij het waterbeheer. Daarmee draagt Aquo bij aan een kwaliteitsverbetering. Aquo is een open standaard.

## Aquo bestaat uit
- Aquo-lex

In de Aquo-lexicon zijn de betekenis van begrippen die gebruikt worden in de Aquo-uitwisselformaten en Aquo-domeintabellen opgenomen.
- Aquo-domeintabellen

Aquo-domeintabellen zijn lijsten met domeinwaarden. In een domeintabel zijn de toegestane waarden die mogen worden uitgewisseld vastgelegd.
- Aquo-schematisaties

Hierin zijn de soorten gegevens, die kunnen worden uitgewisseld, en de relaties van die gegevens gedefinieerd. De schematisaties Informatiemodel Water (IMWA) en Informatiemodel Metingen (IM Metingen) behoren tot de Aquo-standaard. Beide schematisaties zijn praktische uitwerkingen van de Nederlandse norm ‘NEN 3610 - Basismodel Geo-informatie’. Deze norm bevat termen, definities, relaties en algemene regels voor het uitwisselen van Geo-informatie. De NEN 3610 is in volledige overeenstemming met Europese INSPIRE-richtlijn.
- Aquo-uitwisselformaten

Hierin is de technische manier, waarop gegevens kunnen worden uitgewisseld, vastgelegd.
Dat zijn richtlijnen voor de uitwisseling van gegevens in een bepaald technisch formaat, bijvoorbeeld XML, CSV of SHP.

## Beheer
Het Informatiehuis Water (IHW) beheert de Aquo-standaard. Het IHW is een samenwerkingsprogramma tussen drie waterpartners; te weten de Unie van Waterschappen, Rijkswaterstaat en het Interprovinciaal Overleg.